# Giovanni Antonio Licinio (vetraio)
Giovanni Antonio Licinio, detto da Lodi, noto anche con il nome Gian Antonio (circa 1465 – Murano, circa 1520), è stato un pittore e vetraio italiano.

## Biografia
Di famiglia veneto-bergamasca, Giovanni Antonio Licinio detto da Lodi fu attivo a Venezia negli ultimi due decenni del XV secolo ed nei primi due del XVI secolo.
I documenti storici attestarono la sua presenza a Murano a partire dal 1484 e dopo cinque anni iniziò una collaborazione con il pittore-vetraio Girolamo Mocetto, per la produzione di vetrerie e smalti colorati.
Assieme al Mocetto, dal 1510 al 1515, realizzò la grande vetrata gotica colorata della basilica dei Santi Giovanni e Paolo a Venezia, su disegni di Bartolomeo Vivarini, e di Cima da Conegliano; da menzionare il medaglione raffigurante Sant'Agostino Padre della Chiesa Latina, situato nella parte inferiore della vetrata, caratterizzato dalla mitra in testa, dal bastone e da un libro in mano, dalla folta barba e dai lineamenti forti e sereni, per evidenziare il suo titolo di Dottore della Chiesa e l'importanza dei suoi scritti.
Licinio detto da Lodi contribuì per la vetrata della basilica veneziana soprattutto nei pannelli mistilinei della cimasa ed in quelli dei registri superiori, manifestando numerose influenze, da quelle di Vivarini agli elementi di "pittura tonale" dolce e umana tipici di Antonello da Messina, mediati da Andrea da Murano.
Si ricordano di Licinio da Lodi nella basilica veneziana, principalmente i pannelli raffiguranti la Vergine con il Bambino, San Pietro e San Giovanni Battista.
Tra le attribuzioni vi sono alcuni schizzi per un'altra finestra colorata, conservati al British Museum di Londra.